# Tramonti di Sopra
Tramonti di Sopra  (furlanisch Tramònç Disòre) ist eine Gemeinde in der Region Friaul-Julisch Venetien.

## Geografie
Tramonti di Sopra liegt nördlich von Pordenone und hat 267 Einwohner (Stand 31. Dezember 2023). Die Gemeinde liegt 420 Meter über dem Meer und umfasst ein Gemeindegebiet von 123 km². Das Gebiet der Gemeinde ist alpin und von Bergen umgeben. Es befindet sich am Alpenende, oberhalb der Gemeinde Tramonti di Sotto.
Nördlich der Gemeinde führt der Passo di Monte Rest nach Tolmezzo.
Die Nachbargemeinden sind Claut, Forni di Sotto (UD), Frisanco, Meduno, Socchieve (UD) und  Tramonti di Sotto.